# Bob Mitchell
Bob Mitchell (...) è un ex hockeista su ghiaccio canadese che ha giocato con le squadre dell'HC Lugano e dell'HC Diavoli Rossoneri.

## Statistiche
Statistiche aggiornate.

### Club
| Stagione | Squadra                  | Stagione regolare | Stagione regolare | Stagione regolare | Stagione regolare | Stagione regolare | Stagione regolare | Playoff | Playoff | Playoff | Playoff | Playoff |
| Stagione | Squadra                  | Lega              | P                 | G                 | A                 | Pt                | PIM               | P       | G       | A       | Pt      | PIM     |
| -------- | ------------------------ | ----------------- | ----------------- | ----------------- | ----------------- | ----------------- | ----------------- | ------- | ------- | ------- | ------- | ------- |
| 1955-56  | Diavoli Rossoneri Milano | Serie A           | ?                 | ?                 | ?                 | ?                 | ?                 | -       | -       | -       | -       | -       |
| 1956-57  | Lugano                   | LNB               | ?                 | ?                 | ?                 | ?                 | ?                 | -       | -       | -       | -       | -       |